# David Mandessi Bell
David Mandessi Bell (* vor 1860; † 14. November 1936) war ein kamerunischer Geschäftsmann und Plantagenbesitzer. Durch Adoption war er Mitglied der einflussreichen Familie Bell. Die Anfänge seiner beruflichen Tätigkeit fallen in die Zeit der damals deutschen Kolonie Kamerun.

## Biografie

### Herkunft
David Mandessi Bell kam in den 1860ern oder Anfang der 1870er Jahre als Sklave (sog. etumbe) aus dem Kameruner Grasland in den Haushalt von King Bell, zu der Zeit Herrscher der Duala und Oberhaupt der mächtigen und wohlhabenden Familie Bell, in Douala. Er wurde von diesem adoptiert und in die Familie aufgenommen, war aber nicht berechtigt, Häuptling zu werden.

### Weitere Biographie

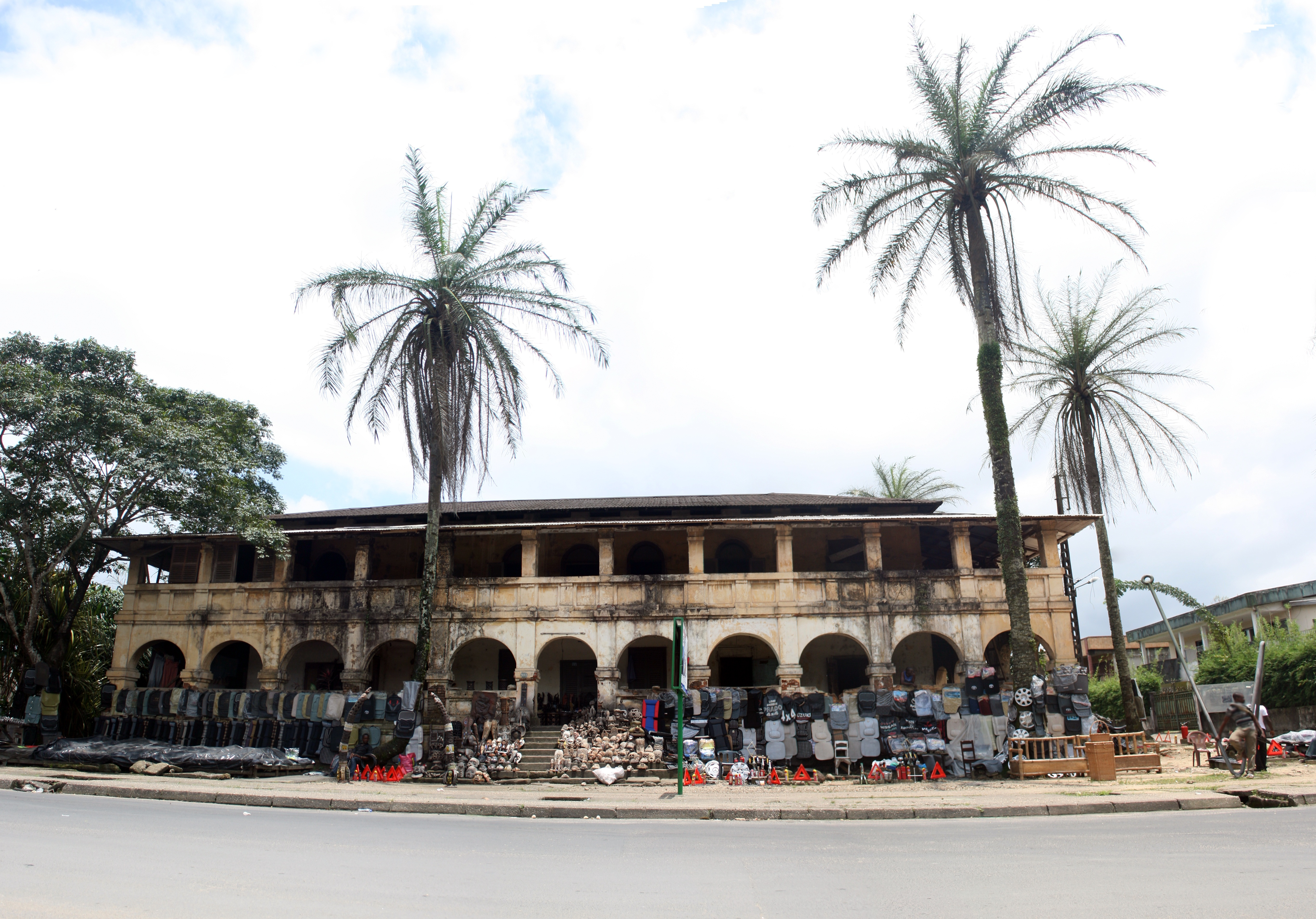
Villa Mandessi Bell in Douala, Wohnsitz von David Mandessi Bell und seiner Familie

Im Zuge der der Abkehr vom Sklavenhandel ab den 1820er Jahren konnte sich die Familie Bell ihren Einfluss und Reichtum durch Ausweitung des Tauschhandels mit Palmöl, Palmkernen und Elfenbein aus dem Landesinneren im Austausch gegen europäische Waren erhalten und ausweiten. King Bells leiblicher Sohn August Manga Ndumbe Bell war in seiner Regentschaft ab 1897 der erste Duala, der Kakaoplantagen anlegte und sich damit wirtschaftlich vom Handel mit dem Hinterland auf die Produktion von Agrargütern umorientierte. David Manessi Bell folgte diesem Beispiel und legte im Département Nkam, am gleichnamigen Fluss und am Mungo ebenfalls umfangreiche Plantagen, hauptsächlich für Bananen, an. Bewirtschaftet wurden die Plantagen, wie auch die seines Adoptivbruders, weiterhin mit Sklaven oder sklavenähnlich gehaltenen Arbeitern.
In der Folge stieg Mandessi Bell zu einem der reichsten Männer Doualas und größtem Bananenexporteur der Kolonie auf.
Außerdem kontrollierten die Bells den größten Teil des Kakaohandels der Region.
Sein Reichtum ermöglichte es Bell, ein großes Wohn- und Geschäftshaus, die heute noch existierende Villa Mandessi Bell in Douala, für sich und seine Familie zu errichten. Weiterhin schickte er, einer lokalen Mode folgend und da er zunächst keine Söhne hatte, seine erstgeborene Tochter Maria Mandessi Bell zur Ausbildung nach Deutschland.
Neben seiner beruflichen Tätigkeit war David Mandessi Bell auch als Vertreter für den seit 1908 regierenden lokalen Herrscher der Dualas Rudolf Manga Bell tätig. Als dieser 1914 von den Deutschen hingerichtet wurde, kümmerte sich David Mandessi Bell um die Finanzierung des Studiums seines Sohnes Alexandre, des Thronfolgers.
David Mandessi-Bell, der am 14. November 1936 starb, liegt auf dem Friedhof von Njo Njo begraben.

## Familie und Nachkommen
Bell heiratete die aus Bonaberi stammende Marié à Mounjonguè, das Paar hatte vier Kinder, unter anderem:
- Maria Mandessi Bell (1896–1990), Aktivistin und Autorin, Mutter des Schriftstellers David Diop[14]
- Sam Mandessi Bell (1911–1978), der sein Erbe in Kamerun antrat[15]

Weiterhin war Jean Mandessi Bell sein Adoptivsohn.